# Toxopaltes
Toxopaltes là một chi bướm đêm thuộc họ Geometridae.